# Bathyplectes stenostigma
Bathyplectes stenostigma là một loài tò vò trong họ Ichneumonidae.